# Ramón
Ramón är dels ett vanligt spanskt manligt förnamn, dels inhemska namnet på brödnötsträdet.
Ramón kommer från det germanska Reginmund, som består av ragin, "råd" och mund, "beskyddare". Den engelska formen är Raymond, den tyska Reimund och den finska Raimo. Den feminina formen är Ramona.

## Personer med namnet Ramón/Ramon
- Ramón Calderón
- Ramón Llull
- Ramón Morales
- Ramon Novarro
- Ramón Pérez de Ayala